# Frederik Hendrik van Nassau-Siegen
Prins Frederik Hendrik van Nassau-Siegen (Kasteel Wisch, Terborg, 11 november 1651 – Roermond, 4 september 1676), Duits: Friedrich Heinrich Prinz von Nassau-Siegen (officiële titels: Prinz zu Nassau, Graf zu Katzenelnbogen, Vianden, Diez, Limburg und Bronkhorst, Herr zu Beilstein, Stirum, Wisch, Borculo, Lichtenvoorde und Wildenborch, Erbbannerherr des Herzogtums Geldern und der Grafschaft Zutphen), was een graaf uit het Huis Nassau-Siegen, een zijtak van de Ottoonse Linie van het Huis Nassau. In 1664 werd hij verheven tot prins. Hij diende als officier in het Staatse leger.

## Biografie
Frederik Hendrik werd op 11 november 1651 op Kasteel Wisch in Terborg geboren als de tweede zoon van graaf Hendrik van Nassau-Siegen en gravin Maria Magdalena van Limburg-Stirum. Na het overlijden van hun vader werden Frederik Hendrik en zijn broer Willem Maurits geadopteerd door hun oom vorst Johan Maurits van Nassau-Siegen.
Frederik Hendrik en Willem Maurits begeleidden hun oom en adoptiefvader Johan Maurits bij diens reis naar de stad Siegen, waar ze op 21/31 augustus 1663 aankwamen. Op 7 januari 1664 vond in het raadhuis van Siegen de huldiging van beide broers plaats, waarbij ze de stedelijke privileges en vrijheden bevestigden. Beide broers werden op 6 mei 1664 verheven in de rijksvorstenstand.
In 1667 werd Frederik Hendrik ridder van de Johannieterorde balije Brandenburg in Sonnenburg. Op 18 december 1670 werd hij aangesteld als ritmeester in Staatse dienst, op 22 juni 1674 werd hij kolonel der infanterie.
Frederik Hendrik overleed aan dysenterie op 4 september 1676 in Roermond. Hij werd begraven in de Fürstengruft in Siegen.

## Voorouders
| Voorouders van Frederik Hendrik van Nassau-Siegen | Voorouders van Frederik Hendrik van Nassau-Siegen                                                                      | Voorouders van Frederik Hendrik van Nassau-Siegen                                                                      | Voorouders van Frederik Hendrik van Nassau-Siegen                                                                       | Voorouders van Frederik Hendrik van Nassau-Siegen                                                                       | Voorouders van Frederik Hendrik van Nassau-Siegen                                                 | Voorouders van Frederik Hendrik van Nassau-Siegen                                                                     | Voorouders van Frederik Hendrik van Nassau-Siegen                                                 | Voorouders van Frederik Hendrik van Nassau-Siegen                                                       |
| ------------------------------------------------- | --- | --- | --- | --- | ------------------------------------------------------------------------------------------------- | --- | ------------------------------------------------------------------------------------------------- | --- |
| Betovergrootouders                                | Willem I ‘de Rijke’ van Nassau-Siegen (1487–1559) ⚭ 1531 Juliana van Stolberg-Wernigerode (1506–1580)                  | George III van Leuchtenberg (1502–1555) ⚭ 1528 Barbara van Brandenburg-Ansbach (1495–1552)                             | Christiaan III van Denemarken (1503–1559) ⚭ 1525 Dorothea van Saksen-Lauenburg (1511–1571)                              | Ernst V van Brunswijk-Grubenhagen (1518–1567) ⚭ 1547 Margaretha van Pommeren (1518–1569)                                | Herman George van Limburg-Stirum (1540–1574) ⚭ 1557 Maria van Hoya (1534–1612)                    | Otto IV van Holstein-Schauenburg-Pinneberg (ca. 1517–1576) ⚭ 1558 Elisabeth Ursula van Brunswijk-Lüneburg (1539–1586) | Eberwin III van Bentheim-Steinfurt (1536–1562) ⚭ 1553 Anna van Tecklenburg-Schwerin (1532–1582)   | Gumprecht II van Nieuwenaar-Alpen (ca. 1503–1555) ⚭ 1542 Amöna van Daun-Falkenstein (ca. 1520–ca. 1582) |
| Overgrootouders                                   | Johan VI ‘de Oude’ van Nassau-Siegen (1536–1606) ⚭ 1559 Elisabeth van Leuchtenberg (1537–1579)                         | Johan VI ‘de Oude’ van Nassau-Siegen (1536–1606) ⚭ 1559 Elisabeth van Leuchtenberg (1537–1579)                         | Johan ‘de Jongere’ van Sleeswijk-Holstein-Sonderburg (1545–1622) ⚭ 1568 Elisabeth van Brunswijk-Grubenhagen (1550–1586) | Johan ‘de Jongere’ van Sleeswijk-Holstein-Sonderburg (1545–1622) ⚭ 1568 Elisabeth van Brunswijk-Grubenhagen (1550–1586) | Joost van Limburg-Stirum (1560–1621) ⚭ 1591 Maria van Holstein-Schauenburg-Pinneberg (1559–1616)  | Joost van Limburg-Stirum (1560–1621) ⚭ 1591 Maria van Holstein-Schauenburg-Pinneberg (1559–1616)                      | Arnold II van Bentheim-Tecklenburg (1554–1606) ⚭ 1573 Magdalena van Nieuwenaar-Alpen (1553–1627)  | Arnold II van Bentheim-Tecklenburg (1554–1606) ⚭ 1573 Magdalena van Nieuwenaar-Alpen (1553–1627)        |
| Grootouders                                       | Johan VII ‘de Middelste’ van Nassau-Siegen (1561–1623) ⚭ 1603 Margaretha van Sleeswijk-Holstein-Sonderburg (1583–1658) | Johan VII ‘de Middelste’ van Nassau-Siegen (1561–1623) ⚭ 1603 Margaretha van Sleeswijk-Holstein-Sonderburg (1583–1658) | Johan VII ‘de Middelste’ van Nassau-Siegen (1561–1623) ⚭ 1603 Margaretha van Sleeswijk-Holstein-Sonderburg (1583–1658)  | Johan VII ‘de Middelste’ van Nassau-Siegen (1561–1623) ⚭ 1603 Margaretha van Sleeswijk-Holstein-Sonderburg (1583–1658)  | George Ernst van Limburg-Stirum (1593–1661) ⚭ 1631 Magdalena van Bentheim-Tecklenburg (1591–1649) | George Ernst van Limburg-Stirum (1593–1661) ⚭ 1631 Magdalena van Bentheim-Tecklenburg (1591–1649)                     | George Ernst van Limburg-Stirum (1593–1661) ⚭ 1631 Magdalena van Bentheim-Tecklenburg (1591–1649) | George Ernst van Limburg-Stirum (1593–1661) ⚭ 1631 Magdalena van Bentheim-Tecklenburg (1591–1649)       |
| Ouders                                            | Hendrik van Nassau-Siegen (1611–1652) ⚭ 1646 Maria Magdalena van Limburg-Stirum (1632–1707)                            | Hendrik van Nassau-Siegen (1611–1652) ⚭ 1646 Maria Magdalena van Limburg-Stirum (1632–1707)                            | Hendrik van Nassau-Siegen (1611–1652) ⚭ 1646 Maria Magdalena van Limburg-Stirum (1632–1707)                             | Hendrik van Nassau-Siegen (1611–1652) ⚭ 1646 Maria Magdalena van Limburg-Stirum (1632–1707)                             | Hendrik van Nassau-Siegen (1611–1652) ⚭ 1646 Maria Magdalena van Limburg-Stirum (1632–1707)       | Hendrik van Nassau-Siegen (1611–1652) ⚭ 1646 Maria Magdalena van Limburg-Stirum (1632–1707)                           | Hendrik van Nassau-Siegen (1611–1652) ⚭ 1646 Maria Magdalena van Limburg-Stirum (1632–1707)       | Hendrik van Nassau-Siegen (1611–1652) ⚭ 1646 Maria Magdalena van Limburg-Stirum (1632–1707)             |